# Philadelphia 76ers 1997-1998
La stagione 1997-98 dei Philadelphia 76ers fu la 49ª nella NBA per la franchigia.
I Philadelphia 76ers arrivarono settimi nella Atlantic Division della Eastern Conference con un record di 31-51, non qualificandosi per i play-off.

## Roster
| N°   | Naz.                   | Ruolo | Sportivo              | Anno | Alt. | Peso |
| ---- | ---------------------- | ----- | --------------------- | ---- | ---- | ---- |
| 00   | Stati Uniti (bandiera) | C     | Eric Montross         | 1971 | 213  | 122  |
| 0    | Stati Uniti (bandiera) | C     | Benoit Benjamin       | 1964 | 213  | 113  |
| 1    | Stati Uniti (bandiera) | A     | Tim Thomas            | 1977 | 208  | 104  |
| 3    | Stati Uniti (bandiera) | G     | Allen Iverson         | 1975 | 183  | 75   |
| 7    | Stati Uniti (bandiera) | GA    | Mark Davis            | 1973 | 201  | 95   |
| 8    | Stati Uniti (bandiera) | G     | Aaron McKie           | 1972 | 196  | 95   |
| 9    | Stati Uniti (bandiera) | A     | Joe Smith             | 1975 | 208  | 102  |
| 11-9 | Stati Uniti (bandiera) | G     | Doug Overton          | 1969 | 191  | 86   |
| 12   | Stati Uniti (bandiera) | G     | Anthony Parker        | 1975 | 198  | 98   |
| 20   | Stati Uniti (bandiera) | G     | Eric Snow             | 1973 | 191  | 86   |
| 22   | Stati Uniti (bandiera) | G     | Jim Jackson           | 1970 | 198  | 100  |
| 22   | Stati Uniti (bandiera) | G     | Brian Shaw            | 1966 | 198  | 86   |
| 23   | Stati Uniti (bandiera) | G     | Rex Walters           | 1970 | 193  | 86   |
| 25   | Stati Uniti (bandiera) | AC    | Tom Chambers          | 1959 | 208  | 100  |
| 34   | Stati Uniti (bandiera) | A     | Terry Cummings        | 1961 | 206  | 100  |
| 35   | Stati Uniti (bandiera) | A     | Clarence Weatherspoon | 1970 | 198  | 109  |
| 41   | Stati Uniti (bandiera) | A     | Kebu Stewart          | 1973 | 203  | 108  |
| 42   | Stati Uniti (bandiera) | AC    | Theo Ratliff          | 1973 | 208  | 102  |
| 42   | Stati Uniti (bandiera) | GA    | Jerry Stackhouse      | 1974 | 198  | 99   |
| 44   | Stati Uniti (bandiera) | A     | Derrick Coleman       | 1967 | 208  | 104  |
| 50   | Stati Uniti (bandiera) | C     | William Cunnigham     | 1974 | 211  | 113  |
| 55   | Stati Uniti (bandiera) | AC    | Scott Williams        | 1968 | 208  | 104  |

## Staff tecnico
- Allenatore: Larry Brown
- Vice-allenatori: Gar Heard, John Kuester, Mark Turgeon, Maurice Cheeks